# 菲氏小鼠
菲氏小鼠（学名：Mus phillipsi）是嚙齒目鼠科的一個物種。它只分布在印度，棲息於亞熱帶或熱帶乾燥的森林、低地草原與熱荒漠。它目前受到棲地破壞的威脅。